# Kannawurf
Kannawurf är en ortsteil i kommunen Kindelbrück i Landkreis Sömmerda i förbundslandet Thüringen i Tyskland. Kannawurf var en kommun fram till den 1 januari 2019 när den uppgick i Kindelbrück. Kommunen Kannawurf hade 783 invånare 2018.